# Tramlijn 293 (NMVB)/Brabant
Buurtspoorweg 293 was een Belgische buurtspoorlijn in Brabant van Groenendaal tot Overijse. De spoorlijn werd door de Nationale Maatschappij van Buurtspoorwegen (NMVB) geopend op 15 juli 1894 onder het kapitaalnummer 55. Personenvervoer werd gestaakt op 13 februari 1949 en het goederenvervoer door de NMVB op 9 augustus 1963. Daarna is de lijn tot 1966 gedeeltelijk overgenomen door de Mariën houtzagerij en in 1967 opgebroken. De Mariën houtzagerij en werkplaats was gelegen naast het tramstation in Hoeilaart en gebouwen hiervan zijn nu gesloopt.
Deze tramlijn was een van de weinige NMVB-lijnen op normaalspoor, en één van de weinige "geïsoleerde" NMVB-lijnen; dat wil zeggen dat er geen aansluiting was op andere NMVB-tramlijnen. De lijn diende vooral als aanvoerlijn naar de trein op station Groenendaal.

## Restanten

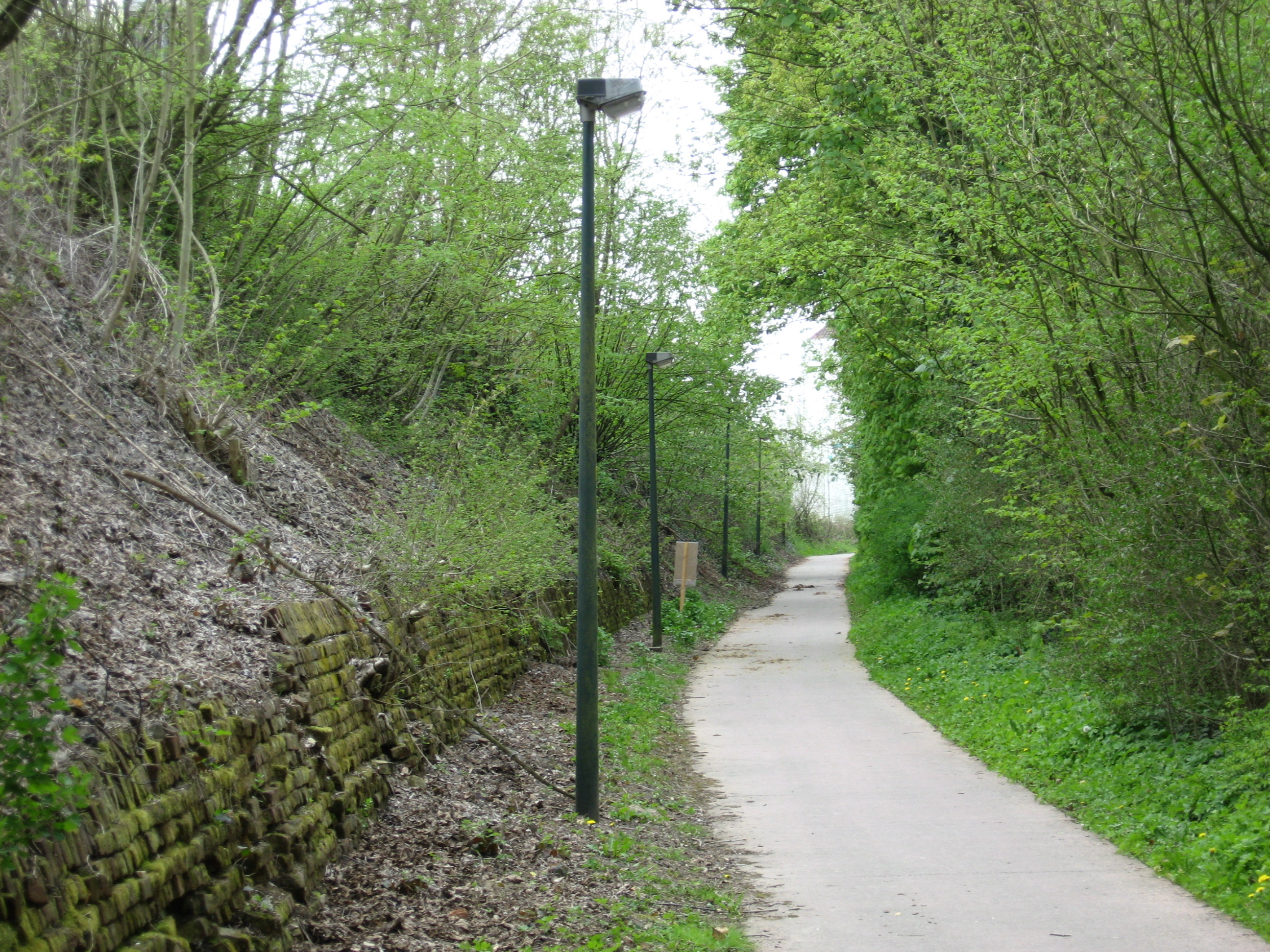
De spoorwegbedding nabij station Groenendaal, nu een fietspad.

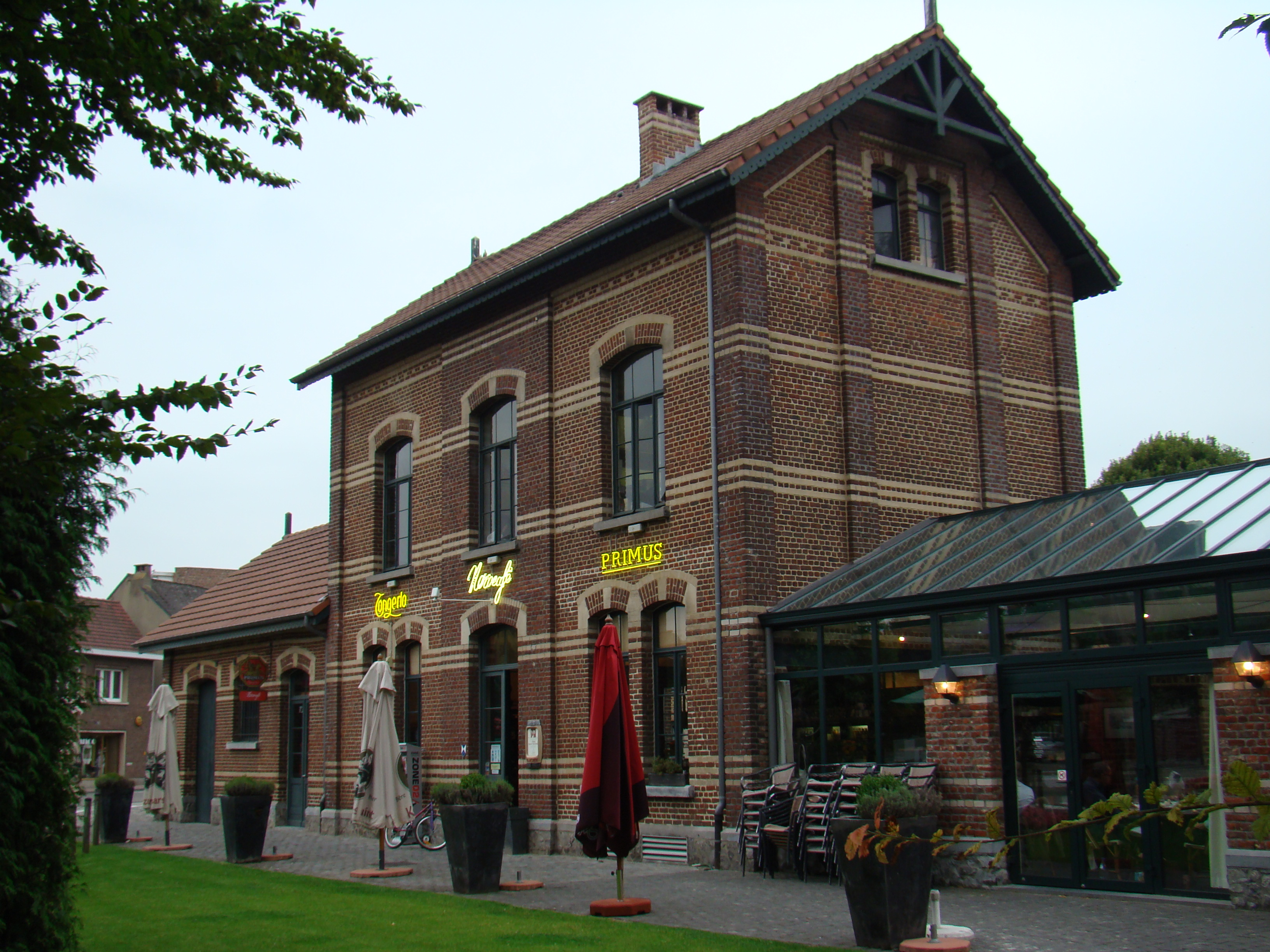
Station Hoeilaart

De lijn is goed te volgen in het landschap, op de bedding is een fietspad aangelegd. Ook het station van Hoeilaart is goed bewaard gebleven, thans is dit een café. De vroegere stelplaats in Overijse werd tot 2011 gebruikt als busstelplaats van De Lijn. De modernere aanbouw is afgebroken, maar het tramstation en de oude stelplaats zijn in gebruik als brasserie en feestzaal.

## Oude spelling
De plaatsnamen werden vroeger anders geschreven en kan je nog op de gebouwen en oude documenten zien:
- Groenendaal → Groenendael
- Hoeilaart → Hoeylaert
- Overijse → Overijssche